# Маклафферти, Фред
Фред Уоррен Маклафферти (11 мая 1923, Эванстон (Иллинойс) — 26 декабря 2021, Итака) — американский химик, работавший в области масс-спектрометрии. Наиболее известен как первооткрыватель химической реакции перегруппировки Маклафферти, которая часто проявляется при масс-спектрометрии. Вместе с Роландом Гольке он впервые разработал газовый хромато-масс-спектрометр. Он также выяснил роль диссоциации при электронном захвате в фрагментации ионов газовой фазы.

## Биография
Фред Маклафферти родился в Эванстон, штат Иллинойс, в 1923 году, но учился в школе в Омахе, штат Небраска, окончив её в 1940 году. Неотложные требования Второй мировой войны ускорили его обучение в Университете Небраски; он получил степень бакалавра в 1943 году и после этого поступил в вооруженные силы США. Он служил в Западной Европе во время вторжения в Германию и был награждён значком боевого пехотинца, Пурпурным сердцем, пятью медалями Бронзовая звезда и наградой Президентского подразделения .
Вернулся в Университет Небраски в конце 1945 года и получил степень магистра в 1947 году. Продолжал работать под руководством Уильяма Миллера в Корнельском университете, где получил докторскую степень. в 1950 году. Затем занял постдокторскую должность исследователя в Университете Айовы.

## Доу Кемикал
Он занял должность в Dow Chemical в Мидленде, штат Мичиган, в 1950 году и отвечал за масс-спектрометрию и газовую хроматографию с 1950 по 1956 год. В 1956 году он стал директором Восточной исследовательской лаборатории Доу во Фреймингхеме, штат Массачусетс. За это время он разработал первый газовый хромато-масс-спетрограф и разработал методы определения структуры органических молекул с помощью масс-спектрометрии, в первую очередь в применении аналитической методики, сейчас известной как перегруппировка Маклафферти.

## Академическая карьера
С 1964 по 1968 год он был профессором химии в Университете Пердью. В 1968 году он вернулся в свою альма-матер, Корнельский университет, на должность профессора химии. Он был избран в Национальную академию наук США в 1982 году. Находясь в Корнелле, Маклафферти собрал одну из первых полных баз данных масс-спектров и впервые применил методы искусственного интеллекта для интерпретации результатов хромата-масс-спектрографа. Его программа PBM. STIRS широко используется для экономии часов трудоемкой работы, которая в противном случае требовалась бы для ручного анализа результатов хромата-масс-спектрографа. 

## Личная жизнь и смерть
Маклафферти умер в Итаке, штат Нью-Йорк, 26 декабря 2021 года в возрасте 98.

## Почести и награды
- Премия ACS 1971 года в области химического приборостроения[15].
- Премия ACS 1981 года в области аналитической химии[16]
- 1984 Медаль Уильяма Х. Николса[17]
- Премия Эспера 1985 года[18]
- 1985 Золотая медаль Дж. Дж. Томсона от Международного общества масс-спектрометрии.
- Премия Питтсбурга по аналитической химии 1987 г.
- Премия Филда и Франклина 1989 г. за масс-спектрометрию[19]
- Золотая медаль Неаполитанского университета 1989 г.
- 1992 Золотая медаль Роберта Бойля от Королевского химического общества.
- Премия «Пионер химии» 1996 г. от Американского института химиков[20]
- 1997 Медаль Бийвоет Центра биомолекулярных исследований Бийвоет[21].
- 1999 г. Медаль Дж. Гейровского Чешской академии наук.
- 2000 г. Золотая медаль Г. Натта от Итальянского химического общества.
- 2001 Медаль Торберна Бергмана от Шведского химического общества.
- 2003 Джон Б. Фенн, выдающийся вклад в масс-спектрометрию Американского общества масс-спектрометрии (ASMS).
- Медаль Лавуазье 2004 г. Французского химического общества.
- Премия Пера Эдмана 2006 года Международной ассоциации белковой структуры.
- Премия Наканиши 2015 г. от Американского химического общества[22]